# Младотурки
Младоту́рки (осман. ژون تركلر‎, тур. Jön Türkler) — политическое и националистическое движение в Османской империи, которое, начиная с 1876 года, пыталось провести либеральные реформы, создать конституционное государственное устройство и выступало против султана Абдул-Хамида II.
Младотуркам удалось свергнуть султана Абдул-Хамида II в 1908 году и провести половинчатые реформы внутреннего самоуправления и равенства среди христианских и мусульманских народов, однако после поражения Турции в Первой мировой войне они потеряли власть. После победы Кемаля Ататюрка большинство младотурок активно поддерживали деятельность кемалистской Народно-республиканской партии (Cumhuriyet Halk Partisi).

## Предпосылки
С 1870-х годов некогда могущественная Османская Империя постепенно слабеет, теряет ранее захваченные территории и превращается в полуколонию европейских империалистических держав, но нарастание острых межимпериалистических противоречий на Балканах и Ближнем Востоке помешало окончательному разделу турецких владений. К прежним факторам, ускорившим распад и финансовое закабаление Османской империи, добавлялось насильственное втягивание её не только в мировой капиталистический рынок, но и в мировое капиталистическое производство. Однако экономика Турции развивалась однобоко. Росли иностранные концессионные предприятия, открывались иностранные банки. Иностранцы вкладывали капиталы в добывающую промышленность и в те отрасли обрабатывающей промышленности, которые были заняты переработкой экспортных культур. По уровню промышленного развития Турция находилась на последнем месте в Европе и на одном из последних мест в Азии. Количество рабочих, занятых в промышленности и на транспорте, не превышало 40-50 тыс. чел.
Опасаясь нового вмешательства держав (в связи с национально-освободительными восстаниями 1870-х годов в Сербии, Герцеговине, Боснии, Болгарии и финансовым банкротством Турции), примкнувший к «новым османам» государственный деятель Турции Мидхат-паша вместе с некоторыми другими членами правительства организовал государственный переворот (30 мая 1876 года), в результате которого султан Абдул-Азиз (правил в 1861—1876 годах) был свергнут, фактическая власть перешла к Мидхат-паше и сотрудничавшим с ним «новым османам». Султан Абдул-Хамид II (правил в 1876—1909 годах) утвердил разработанный Мидхатом-пашой и Намыком Кемалем проект конституции, и 23 декабря 1876 года «конституция Мидхата» была торжественно обнародована.
Однако уже в начале 1877 года султан сместил Мидхат-пашу с поста великого визиря, подверг репрессиям большинство «новых османов», а в феврале 1878 года распустил избранный согласно конституции парламент и установил самодержавный деспотический режим («зулюм»).
Поражение Турции в русско-турецкой войне 1877—1878 годов фактически привело к почти полному крушению турецкого господства на Балканах и потере ряда владений в других регионах. Берлинский конгресс 1878 года признал независимость большинства балканских народов от Турции. В 1881 году Франция захватила Тунис, в 1882 году Великобритания оккупировала Египет (в 1914 году объявлен британским протекторатом). В 1881 году иностранные кредиторы вынудили султана дать согласие на учреждение ими Управления Оттоманского государственного долга, в ведение которого перешли наиболее существенные доходы Турции и контроль над её финансами. Иностранное влияние проникло также в армию, жандармерию, флот, таможенное и другие ведомства Турции.
Стремясь удержать подвластные народы в повиновении, Абдул-Хамид II жестоко преследовал малейшие проявления свободомыслия, разжигал национальную и религиозную вражду, провоцировал столкновения между мусульманами и христианами. В 1890-х годах, по указу Абдул-Хамида II, в Самсуне и др. округах Малой Азии, а также в Стамбуле были организованы жестокие армянские погромы, во время которых погибло несколько сот тысяч армян. Однако «зулюм» не мог остановить рост прогрессивных сил в стране.

## Возникновение «младотурок»
В конце XIX века политическими преемниками «новых османов» выступили младотурки. Младотурками являлись в основном теми, кто получали образование во Франции и в других странах Европы. Неформальным лидером комитета был философ Абдулла Джевдет, однако сам он в политику не вмешивался, занимался в основном просветительской деятельностью. В среде «младотурок» возникло радикальное крыло, состоявшее из молодых офицеров, во главе которых были Энвер-паша, Мехмед Талаат-паша и Джемаль-паша.
Созреванию революционной ситуации в Турции содействовали усиление в начале XX века национально-освободительной борьбы балканских народов и связанное с этим обострение Восточного вопроса, общий революционный подъём на Востоке под влиянием революции 1905—1907 годов в России, положившей начало «пробуждению Азии».

## Младотурецкая революция и её последствия
Опираясь главным образом на офицерство, младотурки во главе с Ниязи-беем подняли в июле 1908 года вооружённое восстание, заставившее султана Абдул-Хамида II восстановить действие отменённой им конституции 1876 года и созвать парламент (Младотурецкая революция 1908 года). Однако своей политикой, направленной на ограничение революции, младотурки облегчали выполнение замыслов внутренней и внешней реакции. В апреле 1909 года просултанские реакционные круги организовали в Стамбуле контрреволюционный мятеж с целью восстановления неограниченной власти султана. Попытка не удалась, и Абдул-Хамид II лишился трона (султаном парламент избрал безвольного Мехмеда V), но с этого времени младотурки, изменив своим взглядам, уже сами стали переходить на реакционные позиции. Заняв министерские, парламентские и административные посты, они установили диктаторский режим, мало чем отличавшийся от «зулюма».
Половинчатые реформы младотурок не изменили классовой сущности феодально-клерикального строя Османской империи и не смогли восстановить её былое могущество. Когда освободительная борьба охватила почти все нетурецкие области империи (славянские, арабские, армянские и другие земли), а итало-турецкая война 1911—1912 годов и Балканские войны 1912—1913 годов окончательно разрушили иллюзию османизма, младотурки стали проповедовать реакционные идеи пантюркизма. Они также широко использовали лозунги панисламизма. Младотурки не облегчили и положения турецкого народа. Проведённый в 1913 году кадастр, закрепив частную собственность на землю, усилил обезземеливание крестьян. Массовые забастовки рабочих подавлялись властями, преследовались демократические и социалистические организации, возникшие в Турции после младотурецкой революции. После итало-турецкой войны Турция потеряла свои последние владения в Африке — Триполитанию и Киренаику, а также Додеканесские острова. В результате Балканских войн все оставшиеся европейские владения Турции были ограничены лишь Восточной Фракией с Эдирне. Также от Турции откололась Албания, ставшая независимым государством под международным протекторатом.

## Крушение «младотурок»
С начала 1914 года власть в Турции фактически сосредоточилась в руках младотурецких лидеров во главе с Энвером-пашой, Талаатом-пашой и Джемалем-пашой. Парламент и султан были не в состоянии влиять на ситуацию. Оторванный не только от народа, но и от основных слоев национальной буржуазии, этот «триумвират» в 1914 году вовлёк Турцию в Первую мировую войну на стороне Австро-Венгрии и Германии. Война для Турции окончилась полным поражением, окончательным распадом и иностранной оккупацией.
Внутри страны младотурки применяли жестокий террор. В 1915 году, под предлогом высылки из прифронтовой полосы, младотурецкие власти истребили свыше 1,5 млн армян. В стране росло недовольство младотурецким режимом. В армии усиливалось возмущение засильем германских офицеров. После Октябрьской революции в России Турция имела возможность выйти из войны, но младотурецкие правители, вопреки национальным интересам Турции, ещё целый год продолжали войну против Советской России; несмотря на заключение Брестского мира 1918 года, втянули страну в антисоветскую интервенцию на Кавказе. Начавшееся в сентябре 1918 года наступление держав Антанты на Палестинском и Македонском фронтах вынудило султанское правительство 30 октября 1918 года сдаться на милость победителей (Мудросское перемирие). Фактически, это был конец Османской империи. Энвер-паша и другие младотурецкие лидеры эмигрировали, дискредитировавшая себя партия «Единение и прогресс» самоликвидировалась.
В 1918—1922 годах власть в разгромленной Османской империи принадлежала наиболее консервативным кругам — противникам младотурецкого движения, находившимся под влиянием стран Антанты, чьи армии оккупировали страну.

## Младотурки при Кемале
Кемаль-паша находился в жёсткой конкуренции с лидерами младотурок и не допустил их возвращения в Турцию, однако его цели в основном совпадали с целями младотурок, поэтому после победы Кемаля и провозглашения его президентом многие младотурки, пересмотревшие свои взгляды, поддержали созданную им Республиканскую народную партию.
В отместку за геноцид 1915 года армянские вооружённые организации развернули охоту за лидерами младотурецкого движения. Их усилиями большинство видных младотурок было ликвидировано. Энвер-паша, участвуя в среднеазиатском движении басмачей (см. Авантюра Энвер-паши), погиб в бою с большевиками.